# إميلي هان (ممثلة)
إميلي هان (بالإنجليزية: Emily Hahn)‏ ممثلة أمريكية ولدت في 28 يوليو 2000 في لوس أنجلوس، كاليفورنيا، الولايات المتحدة بدأت مشوارها الفني عام 2009 .

## روابط خارجية
- إميلي هان على موقع IMDb (الإنجليزية)
- إميلي هان على موقع ألو سيني (الفرنسية)
- إميلي هان على موقع أول موفي (الإنجليزية)
- إميلي هان على موقع قاعدة بيانات الأفلام السويدية (السويدية)
- إميلي هان على موقع قاعدة بيانات الفيلم (الإنجليزية)
- إميلي هان على موقع كينوبويسك (الروسية)